# Riedenheim
Riedenheim – miejscowość i gmina w Niemczech, w kraju związkowym Bawaria, w rejencji Dolna Frankonia, w regionie Würzburg, w powiecie Würzburg, wchodzi w skład wspólnoty administracyjnej Röttingen. Leży około 28 km na południe od Würzburga.

## Dzielnice
W skład gminy wchodzą dwie dzielnice: 
- Riedenheim
- Stalldorf

## Demografia
| Rok  | Liczba mieszk. |
| ---- | -------------- |
| 1970 | 857            |
| 1987 | 755            |
| 2000 | 811            |

## Oświata
(na 1999)

W gminie znajdują się 42 miejsca przedszkolne (z 30 dziećmi).